# M-Learning
M-Learning oder Mobile Learning bedeutet mobiles Lernen.
Der Begriff M-Learning (manchmal auch mLearning geschrieben) ist nicht eindeutig definiert, ist aber abgeleitet von dem Begriff des E-Learning. Unter M-Learning wird allgemein das Lernen mit portablen ubiquitären Medien bzw. mobilen Medien, die ein orts- und zeitungebundenes Lernen ermöglichen, verstanden.

## Erklärung
Mobile Learning bedeutet, dass Wissen und dafür konzipierte Lernmöglichkeiten, heutzutage meist in Form eines mobilen Endgerätes wie Smartphone oder Tablet-PC, überall mit hin genommen werden kann und man damit orts- und zeitunabhängig lernen kann. M-Learning versteht sich nicht als Ersatz für klassische Lernmedien, Lernsettings oder das E-Learning, sondern vielmehr als eine sinnvolle Erweiterung. M-Learning über Mobilgeräte bietet den Vorteil, dass spontan an jedem beliebigen Ort gelernt werden kann (beispielsweise während Wartezeiten). Durch dieses Phänomen können auch Fragen, die im aktuellen Kontext auftreten, beantwortet werden. Der ständige Zugang zum Internet ermöglicht es, überall und jederzeit Informationen aus dem Internet zu generieren. Somit wird eine kontinuierliche medienunterstützte Weiterbildung ohne Ortsbindung erleichtert. Bei den meisten anderen Lernformen ist es hingegen notwendig, das Lernen vorher zeitlich und örtlich zu planen, indem z. B. zusätzlich ein Buch mitgenommen wird. Außerdem ist es dem Nutzer möglich, schnell und spezifisch auf Informationen zuzugreifen und sein eigenes Wissen abzufragen. Ein weiterer Vorteil ist auch die motivierende Wirkung, die zum Beispiel durch Erinnerungen mit Push-Up-Nachrichten oder einem Bonus-System im Sinne der Gamification gewährleistet wird.
Der entscheidende Nachteil von M-Learning liegt in seiner Einsatzart, da es üblicherweise spontan, nur für kurze Zeit und häufig mit Unterbrechungen eingesetzt wird. Beispielsweise wartet man an einer Bushaltestelle auf den Bus und nutzt nun diese 5 Minuten, um zu lernen. Wenn der Bus kommt, muss das Lernen unterbrochen werden. Im Bus kann man weiter lernen, bis es zur nächsten Unterbrechung kommt. Aus diesem Grund ist eine didaktische Aufbereitung der Lerninhalte speziell für M-Learning notwendig, da Folgendes gegeben sein muss:
- die Lerninhalte müssen in kleinere Lerneinheiten oder "Lernbrocken" – man spricht auch von Nuggets[3] – sein, die sich leicht zwischendurch bearbeiten lassen
- Umgebungsgeräusche und Ablenkungen müssen berücksichtigt werden
- eine Unterbrechung des Lernens muss jederzeit möglich sein und die spätere Wiederaufnahme des Lernens soll ebenfalls problemlos machbar sein

Aus diesen Gründen ist eine 1:1-Umsetzung von bestehenden E-Learning-Inhalten auf mobile Endgeräte von vornherein zum Scheitern verurteilt, da die Einsatzszenarien grundlegend unterschiedlich sind. M-Learning lässt sich hingegen ideal für Vokabeltraining und/oder Formen des Auswendiglernens einsetzen. Auch speziell aufbereitete „Lernhappen“ können sinnvoll für M-Learning eingesetzt werden.
Durch den Einsatz eines Smartphones für M-Learning ergeben sich neue Einsatzmöglichkeiten für das Lernen, die zusätzlich auf soziale Interaktivität abzielen. Beispielsweise lassen sich Feld-Exkursionen mit einem Lernsystem auf dem Smartphone begleiten, Experimente mit dem Smartphone dokumentieren oder einfach nur eine jederzeit verfügbare Kommunikation zwischen den Lehrern, den Schülern und untereinander herstellen. Analog zum E-Learning sind auch sog. Blended-Learning-Ansätze denkbar, bei denen unterschiedliche Vermittlungsformen miteinander kombiniert werden. Hier kommt beispielsweise M-Learning zur didaktischen Begleitung im Feld bei der Bearbeitung von Praxisaufgaben zum Einsatz.

## Technische Umsetzungen
Das Open-Source-Projekt MLE (Mobile Learning Engine) liefert eine M-Learning Implementation für Smartphones. Der Leitsatz des Projektes „Lernen wo immer, wann immer und was immer du willst“ verdeutlicht die angestrebte mobile Unabhängigkeit die mit M-Learning erreicht werden soll. Die MLE ist nur der mobile Client zum Lernen. Ein Learning Management System (LMS) wird als Back-End benötigt. Derzeit gibt es eine MLE-Erweiterung für das populäre Open Source LMS Moodle, genannt MLE-Moodle. Implementiert sind ein Karteikarten-Trainer zum Vokabel Lernen, verschiedene interaktive Fragetypen, offline und online Lernen, sowie eine Reihe von weiteren Features (z. B. Instant Messaging System, Foren, Audio und Video Aufnahme) für Interaktionen.